# Servisch voetbalelftal (vrouwen)
Het Servische vrouwenvoetbalelftal is een voetbalteam dat uitkomt voor Servië bij internationale wedstrijden, zoals het EK voetbal vrouwen.

## FIFA-wereldranglijst[1]
| 2006 | 2007 | 2008 | 2009 | 2010 | 2011 | 2012 | 2013 | 2014 | 2015 | 2016 | 2017 | 2018 |
| ---- | ---- | ---- | ---- | ---- | ---- | ---- | ---- | ---- | ---- | ---- | ---- | ---- |
| 30   | 32   | 34   | 38   | 45   | 44   | 44   | 44   | 43   | 45   | 43   | 44   | 42   |

## Prestaties op eindrondes
| Jaar   | Ronde               | Wed.                | W                   | G                   | V                   | D+                  | D-                  |
| ------ | ------------------- | ------------------- | ------------------- | ------------------- | ------------------- | ------------------- | ------------------- |
| 2009   | Niet gekwalificeerd | Niet gekwalificeerd | Niet gekwalificeerd | Niet gekwalificeerd | Niet gekwalificeerd | Niet gekwalificeerd | Niet gekwalificeerd |
| 2013   | Niet gekwalificeerd | Niet gekwalificeerd | Niet gekwalificeerd | Niet gekwalificeerd | Niet gekwalificeerd | Niet gekwalificeerd | Niet gekwalificeerd |
| 2017   | Niet gekwalificeerd | Niet gekwalificeerd | Niet gekwalificeerd | Niet gekwalificeerd | Niet gekwalificeerd | Niet gekwalificeerd | Niet gekwalificeerd |
| 2022   | Niet gekwalificeerd | Niet gekwalificeerd | Niet gekwalificeerd | Niet gekwalificeerd | Niet gekwalificeerd | Niet gekwalificeerd | Niet gekwalificeerd |
| Totaal | 0/4                 | 0                   | 0                   | 0                   | 0                   | 0                   | 0                   |

| Jaar   | Ronde               | Wed.                | W                   | G                   | V                   | D+                  | D-                  |
| ------ | ------------------- | ------------------- | ------------------- | ------------------- | ------------------- | ------------------- | ------------------- |
| 2007   | Niet gekwalificeerd | Niet gekwalificeerd | Niet gekwalificeerd | Niet gekwalificeerd | Niet gekwalificeerd | Niet gekwalificeerd | Niet gekwalificeerd |
| 2011   | Niet gekwalificeerd | Niet gekwalificeerd | Niet gekwalificeerd | Niet gekwalificeerd | Niet gekwalificeerd | Niet gekwalificeerd | Niet gekwalificeerd |
| 2015   | Niet gekwalificeerd | Niet gekwalificeerd | Niet gekwalificeerd | Niet gekwalificeerd | Niet gekwalificeerd | Niet gekwalificeerd | Niet gekwalificeerd |
| 2019   | Niet gekwalificeerd | Niet gekwalificeerd | Niet gekwalificeerd | Niet gekwalificeerd | Niet gekwalificeerd | Niet gekwalificeerd | Niet gekwalificeerd |
| 2023   | Niet gekwalificeerd | Niet gekwalificeerd | Niet gekwalificeerd | Niet gekwalificeerd | Niet gekwalificeerd | Niet gekwalificeerd | Niet gekwalificeerd |
| Totaal | 0/5                 | 0                   | 0                   | 0                   | 0                   | 0                   | 0                   |

## Kwalificatie Wereldkampioenschap 2019
| Rang | Land       | Wed. | W | G | V | D+ | D- | Ds  | P  | Resultaat      |
| ---- | ---------- | ---- | - | - | - | -- | -- | --- | -- | -------------- |
| 1    | Spanje     | 8    | 8 | 0 | 0 | 25 | 2  | +23 | 24 | Gekwalificeerd |
| 2    | Oostenrijk | 8    | 5 | 1 | 2 | 19 | 7  | +12 | 16 |                |
| 3    | Finland    | 8    | 3 | 1 | 4 | 9  | 13 | -4  | 10 |                |
| 4    | Servië     | 8    | 2 | 1 | 5 | 5  | 13 | -8  | 7  |                |
| 5    | Israël     | 8    | 0 | 1 | 7 | 0  | 23 | -23 | 1  |                |